# Diabole cubensis
Diabole cubensis är en svampart som först beskrevs av Arthur & J.R. Johnst., och fick sitt nu gällande namn av Joseph Charles Arthur 1922. Diabole cubensis ingår i släktet Diabole och familjen Raveneliaceae.   Inga underarter finns listade i Catalogue of Life.